# ويليام أ. باكستون
ويليام أ. باكستون هو سياسي أمريكي، ولد في 1837 في كنتاكي في الولايات المتحدة، وتوفي في 18 يوليو 1907 في أوماها في الولايات المتحدة. انتخب عضو مجلس ولاية نبراسكا ‏.